# Grabowa (Schlesische Beskiden)
Der Grabowa ist ein Berg in Polen. Mit einer Höhe von 907 m ist er einer der niedrigeren Berge im Barania-Kamm in den Schlesischen Beskiden. Der Berg ist ein beliebtes Touristenziel mit vielen Ausblicken auf die benachbarten Gebirge und das Tiefland. Er liegt auf der Grenze der Gemeinden Szczyrk und Brenna.

## Tourismus
- Auf den Gipfel führen mehrere markierte Wanderwege von Szczyrk, Brenna und Wisła